# 渚站 (岐阜縣)

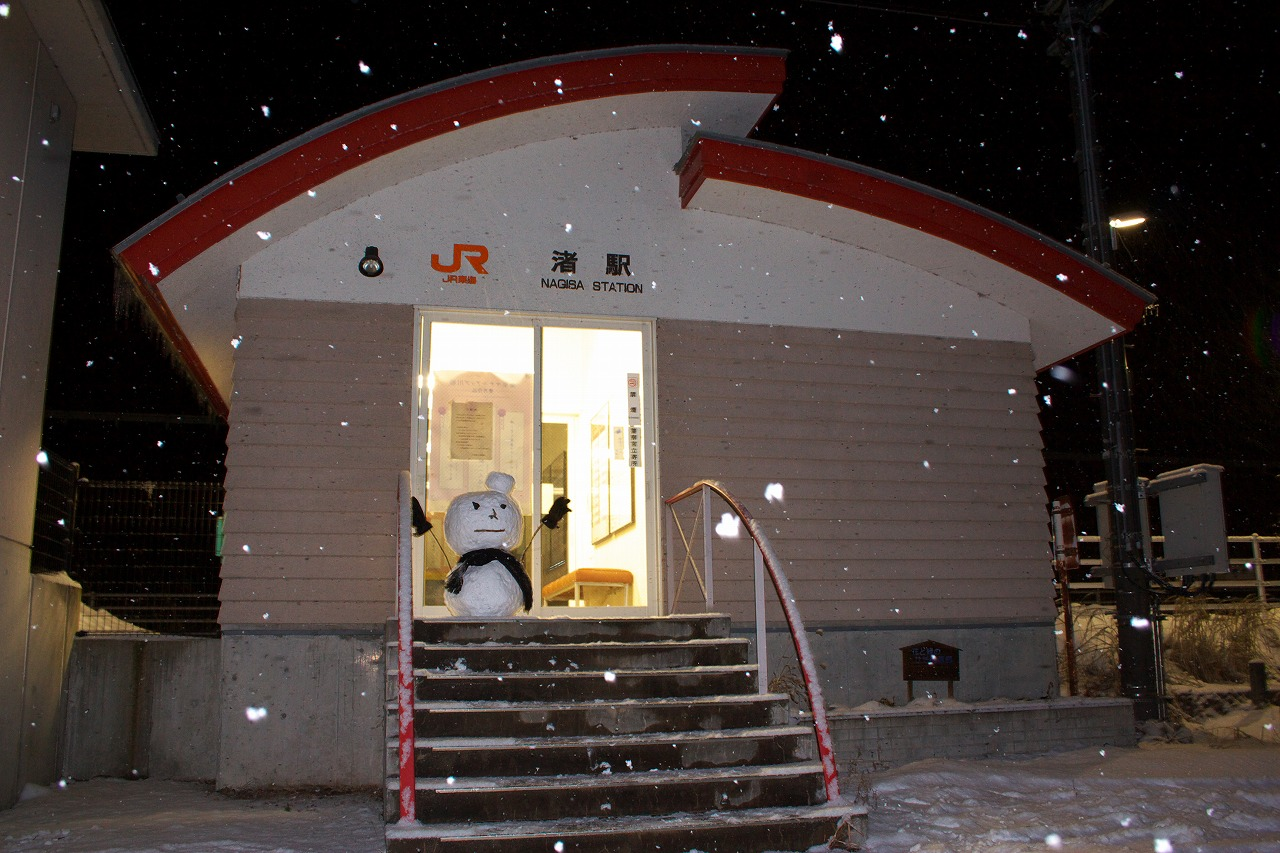
冬天的渚站（2009年1月）

渚站（日语：／ Nagisa eki */?）是位於岐阜縣高山市久久野町渚，東海旅客鐵道（JR東海）的高山本線車站。
從高山出發的首班車及前往高山的尾班車均為普通列車，但是均通過此站。

## 歷史
- 1934年（昭和9年）10月25日：國鐵高山本線 飛驒小坂站至坂上之間開通，此站啟用。為一般車站。
- 1963年（昭和38年）4月1日：結束貨物起卸業務。
- 1969年（昭和44年）1月1日：結束行李起卸業務，同時成為無人車站。
- 1987年（昭和62年）4月1日 - 伴隨國鐵分割民營化，車站由東海旅客鐵道（JR東海）營運。
- 1998年（平成10年）2月：翻新車站大樓。

## 車站構造
車站是一座地面車站，設有2面2線相對式月台，可進行列車交會。車站南邊是上行月台（下呂方向），北邊是下行月台（高山方向）。下行列車可進入1號月台。在2020年7月日本水災，列車於此站折返並使用1號月台。
此站設有簡易車站大樓並位於1號月台側。兩月台之間設有跨線橋連接。此站沒有廁所。此站是由高山站管理的無人車站。

### 月台
| 月台 | 路線     | 上下行 | 方向           |
| ---- | -------- | ------ | -------------- |
| 1    | 高山本線 | 上行   | 下呂、岐阜方向 |
| 2    | 高山本線 | 下行   | 高山、富山方向 |

## 使用狀況
在2017年度，1日平均乘車人次為4人
| 年度   | 1日平均 乘車人次 |
| ------ | ---------------- |
| 2007年 | 7                |
| 2008年 | 5                |
| 2009年 | 4                |
| 2010年 | 4                |
| 2011年 | 5                |
| 2012年 | 4                |
| 2013年 | 8                |
| 2014年 | 5                |
| 2015年 | 6                |
| 2016年 | 3                |
| 2017年 | 4                |

## 車站周邊
車站名稱取自距離此站靠近岐阜500米的「渚」村落。在站前設有約數十間建築物。另外，於站前越過飛驒川後便到達「片籠」村落，該處在4月會盛開豬牙花。
在國道41號上設有濃飛乘合自動車（高山 - 下呂線）「渚站口」巴士站。
- 女男の滝（被認定為岐阜縣之名水五十選（日语：岐阜県の名水50選））
- 道之驛飛驒街道渚（日语：道の駅飛騨街道なぎさ）

## 相鄰車站
東海旅客鐵道（JR東海）
 高山本線
■普通（快速列車，只有早上上行班次和深夜下行班次）
通過
■普通（各站停車）
飛驒小坂－渚－久久野

## 注腳
1. ↑  JR東海移動等便利化取組報告書
2. ↑   (PDF). 東海旅客鉄道. 2020-07-17  [2020-07-19]. （原始内容 (pdf)存档于2020-07-17） （日语）.
3. 1 2  採用車站時間表的方向資訊。詳情參見JR東海官方網站的各站時間表 （页面存档备份，存于）（截至2015年1月）。
4. ↑  「高山市概況」